# For Pleasure
For Pleasure (* 14. Januar 1986; † 18. Februar 2011 in Borken) war ein Hannoveranerhengst und ein deutsches Weltklassespringpferd.
Mit dem Hengst starteten die heutigen Spitzenreiter Marcus Ehning und Lars Nieberg ihre internationalen Karrieren. Die Lebensgewinnsumme For Pleasures beträgt mehr als 1,83 Millionen Euro.

## For Pleasure im Sport
Vierjährig kam der Hengst unter den Sattel von Hans-Joachim Giebel. Unter Giebel gewann er das Hamburger Springpferdechampionat und war Sieger beim Modellspringen für Deckhengste auf der Equitana. 1991 startete er beim Bundeschampionat in Verden und wurde zweimaliger Niedersachsenmeister.
Einige Zeit später wechselte For Pleasure in den Stall von Lars Nieberg nach Homberg. Mit dem Hengst gelang seinem Reiter der internationale Durchbruch. 1995 gewann das Paar die Deutschen Meisterschaften, kurz darauf wurde For Pleasure in Aachen zum Pferd des Jahres gewählt. 1996 belegten sie bei den Deutschen Meisterschaften den vierten Platz und wurden für die Olympischen Spiele in Atlanta nominiert. Dort gewannen sie Mannschaftsgold und kehrten im Einzel mit Platz 20 zurück. Ein Jahr später gewannen sie bei den Deutschen Meisterschaften die Silbermedaille und wurden für die Europameisterschaft in Mannheim nominiert, von der sie wieder mit Teamgold zurückkehrten. Im Einzel schaffte es das Paar auf Platz vier. 1998 wurden die beiden für die Weltmeisterschaft in Rom nominiert.
Da Nieberg nach einem Streit mit Robert Diestel beschloss, sein Zweitpferd Esprit FRH zu reiten, trennte Diestel das Paar Nieberg/For Pleasure.
Über Bundestrainer Herbert Meyer kam For Pleasure einige Monate später in den Stall des damals 24-jährigen Nachwuchsreiters Marcus Ehning. Im Januar 1999, nur einen Monat nach For Pleasures Einzug, starten die beiden zum ersten Mal gemeinsam auf einem Turnier und konnten das Publikum mit zwei Nullrunden überzeugen. Im selben Jahr sprangen sie bei den Deutschen Meisterschaften auf Platz 6 und wurden im Großen Preis von Aachen siebenter. Im Nationenpreis des CHIO Aachen belegten sie Platz 2 und gewannen den Großen Preis und den Nationenpreis in Modena sowie den Nationenpreis in Calgary und den German Master in Stuttgart. Bei der Europameisterschaft in Hickstead gewannen sie Mannschaftsgold und wurden mit dem fünften Platz im Einzel das beste deutsche Paar.
2000 gewannen sie bei der Deutschen Meisterschaft die Silbermedaille, sprangen beim Preis von Europa in Aachen auf Platz eins und entschieden auch noch das Championat von Nörten-Hardenberg für sich. Im Nationenpreis von Aachen und im Großen Preis von Donaueschingen wurden sie ebenfalls zweiter. Bei den Olympischen Spielen 2000 in Sydney gewannen sie Teamgold und belegten Platz vier in der Einzelwertung.
2001 war das Jahr der Probleme, nach einem schlechten Start konnten die beiden in der grünen Saison ihre Form wieder finden, gewannen den Nationenpreis von St. Gallen und wurden im Nationenpreis von Rotterdam dritter. Aufgrund einer Verletzung For Pleasures beim Nationenpreis in Aachen musste Ehning den Hengst vom Start zurückziehen, somit platzten die Träume von einem Start bei der Europameisterschaft.
Im Januar 2002 starb For Pleasures Besitzer Robert Diestel. Um dessen Erbe, unter anderem For Pleasure, damals selbst um die fünf Millionen Euro wert, tobt bis heute ein Streit vor Gericht. Sportlich begann das Jahr für das Paar mit Erfolgen, doch nur zwei Wochen vor der Deutschen Meisterschaft in Mannheim stürzten For Pleasure und Marcus Ehning bei einem Turnier in Hickstead schwer. Trotz des Sturzes gewannen die beiden in Mannheim den Titel und wurden somit für die Weltmeisterschaften nominiert, wo sie mit der Mannschaft Platz 4 belegten. Bei den German Masters in Stuttgart und im Großen Preis von München gewann das Paar gegen starke Konkurrenz.
2003 wurden die beiden aufgrund des zweiten Platzes im Großen Preis von Aachen für die Europameisterschaft nominiert. Das Paar kehrte mit Mannschaftsgold und Einzelbronze zurück. Im selben Jahr wurde For Pleasure von der renommierten World Breeding Federation for Sport Horses zum erfolgreichsten Springpferd der Welt gekürt.
Bei den Olympischen Spielen 2004 in Athen wollte Ehning den Hengst aus dem Sport verabschieden, doch zwei Wochen vor Beginn der Spiele verletzte sich For Pleasure und konnte nicht starten.
2005 kehrte er, 19-jährig, in den Topsport zurück und sollte bei der Europameisterschaft verabschiedet werden. Doch beim Großen Preis von Arezzo, einige Wochen vor der Meisterschaft, verletzte sich For Pleasure an der Beugesehne, das endgültige Karriereende des Ausnahmehengstes. Am 21. Mai 2006 wurde For Pleasure im Rahmen des CHIO Aachen aus dem Sport verabschiedet.
Mit einer Lebensgewinnsumme von über 1,83 Millionen Euro geht der Hengst in die Geschichte ein und gilt bis heute als bester Springhengst der Welt.
Im Alter von 25 Jahren verstarb For Pleasure am 18. Februar 2011 auf einer Koppel der Familie Ehning.

## For Pleasure als Vererber
Im November 1988 wurde For Pleasure in Oldenburg gekört. 1989 absolvierte der Dunkelfuchs seine Hengstleistungsprüfung in Medingen. Den Teilindex Springen gewann er mit 145,95 Punkten, aufgrund seiner schlechten Rittigkeitsbewertung wurde er mit einem Gesamtindex von 114,87 Punkten allerdings nur 15. von 68. Hengsten.
2000 wurde er im Rahmen der Verdener Hengstkörung zum Hannoveraner Hengst des Jahres gekürt. 19 gekörte Hengste und 78 eingetragene Zuchtstuten (15 davon Staatsprämienstuten) haben For Pleasure zum Vater, die FN-Zuchtwertschätzung weist ihn mit 153 Punkten als Topvererber aus.
Er hat im nationalen und internationalen Sport zahlreiche Nachkommen, die oftmals ein „For“ als Hinweis auf die Abstammung im Namen tragen. Im Sport bekannte Söhne und Töchter des Hengstes sind unter anderem For Germany (Marcus Ehning), For Fun (Marcus Ehning), For Joy (Jessica Kürten), For Keeps (Lars Nieberg), Firth of Clyde (Christian Ahlmann), Forsyth (Toni Hassmann), Farina (René Tebbel), For Feeling (Ralf und Jessica Litz) und For Future (Johannes Ehning). Seine Nachkommen verdienten bisher (Stand 2009) über eine Million Euro im Sport.

## Auszeichnungen
- Pferd des Jahres (1995)
- Hannoveraner Hengst des Jahres (2000)
- Weltbestes Springpferd (2003), durch die World Breeding Federation for Sport Horses